# 苹果谷 (犹他州)
苹果谷（英文：Apple Valley），是美国犹他州华盛顿县下属的一座城市。建市年份不明，面积大约为40.75平方英里（105.5平方公里），海拔约为4,941英尺（1,506米）。根据2010年美国人口普查，该市有人口701人。